# کسکادا
کسکادا (به آلمانی: Cascada) یک گروه موسیقی یورودنس آلمانی است که اعضای آن خوانندهٔ آلمانی-انگلیسی ناتالی هورلر و دو دی‌جی-تهیه‌کنندهٔ آلمانی مانیان و یانو هستند. موفقیت بین‌المللی گروه با تک‌آهنگ «هربار همدیگر را لمس می‌کنیم» سال ۲۰۰۶ بوده‌است که در مقام ۱۰اُم جدول ۱۰۰ آهنگ داغ آمریکا قرار گرفت. از دیگر تک‌آهنگ‌های معروف کسکادا «صحنه رقص را خالی کنید» است که در هفتهٔ ابتدایی ژوئیهٔ ۲۰۰۹ در صدر جدول تک‌آهنگ‌های بریتانیا قرار گرفت.
آن‌ها در مسابقه آواز یوروویژن ۲۰۱۳ نماینده آلم ان بودند.

## آلبوم‌ها

### آلبوم‌های رسمی
- Everytime We Touch (لمس همیشگی ما) (۲۰۰۶)
- Perfect Day (روز عالی) (۲۰۰۷)
- Evacuate the Dancefloor (تخلیه سن رقص) (۲۰۰۹)
- Original Me (من اصلی) (۲۰۱۱)

### آلبوم‌های تلفیقی
- Greatest Hits (برترین عناوین) (۲۰۰۹)
- Just the Hits (فقط بهترین‌ها) (۲۰۱۰)
- Back on the Dancefloor (بازگشت روی سن رقص) (۲۰۱۲)
- The Best of Cascada (بهترین‌های کسکادا) (۲۰۱۳)

### آلبوم‌های رمیکس شده
- The Remix Album (رمیکس‌ها) (۲۰۰۶)

### آلبوم‌های مناسبتی
- It's Christmas Time (زمان کریسمس فرا رسیده) (۲۰۱۰)